# Nevoeiro de São Francisco

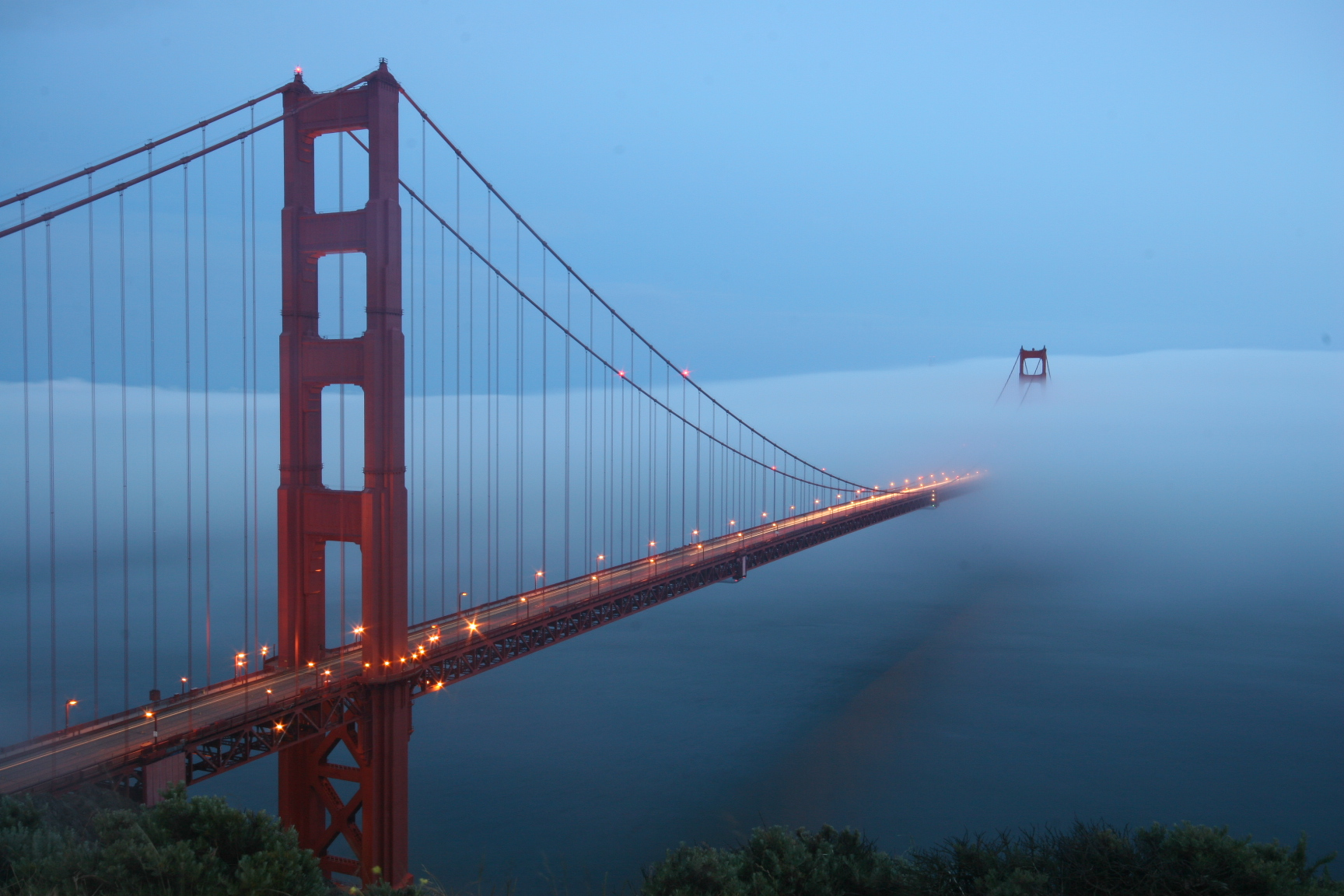
Nevoeiro sobre a ponte Golden Gate (maio de 2009)

O nevoeiro na área da baía de São Francisco é um fenômeno climático bastante comum, assim como em toda a costa da Califórnia, estendendo-se para o sul até a costa noroeste da península da Baixa Califórnia. A ocorrência de nevoeiros e nuvens estratos baixas se deve a uma combinação de fatores específicos da região, particularmente prevalentes no verão. Outro tipo de neblina, a neblina tule, pode ocorrer durante o inverno. Há ocasiões em que os dois tipos podem ocorrer simultaneamente na área da baía.

## Causas

### Umidade oceânica

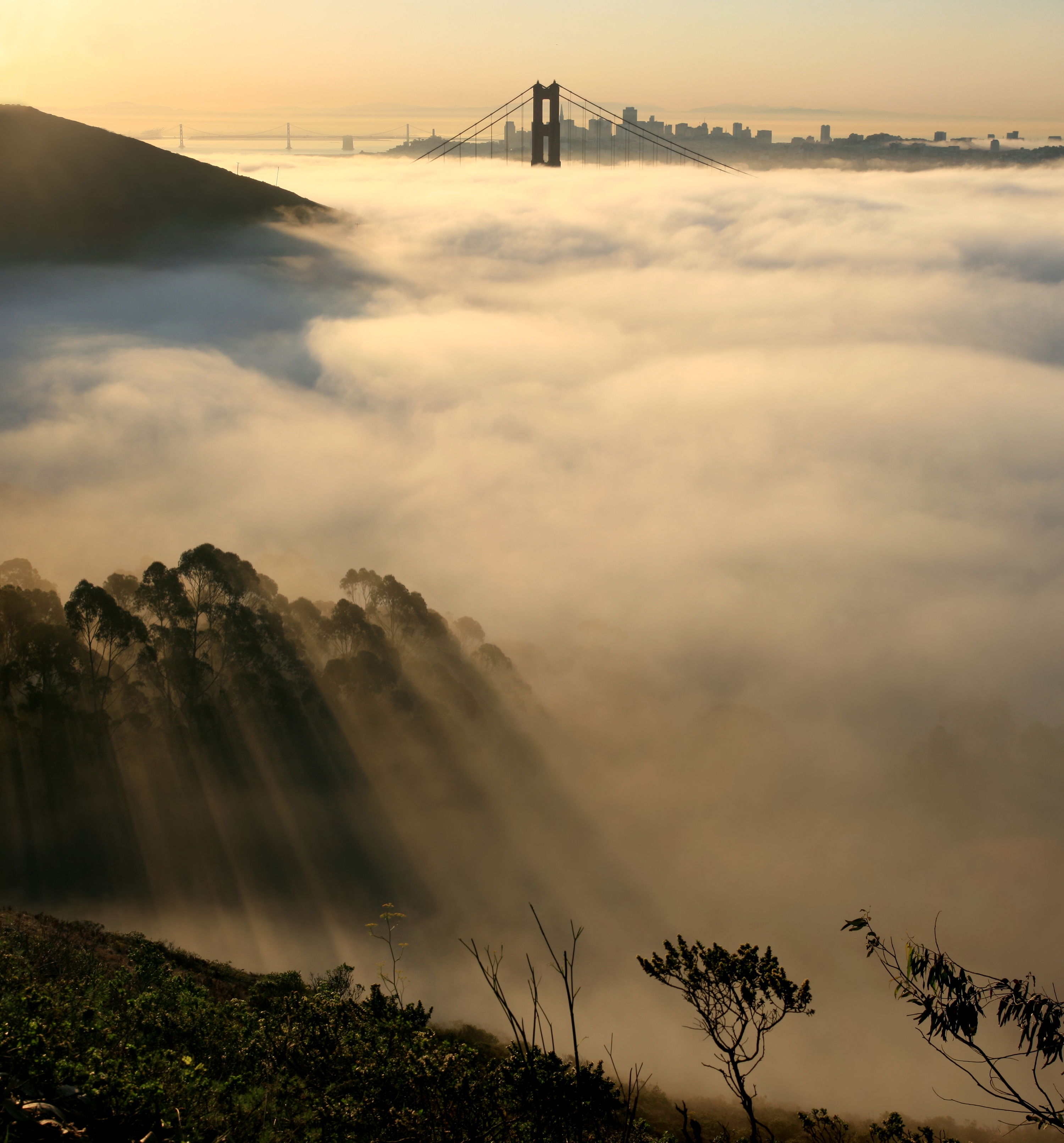
Nevoeiro perto do estreito Golden Gate

O oceano Pacífico contribui para a formação do nevoeiro ao fornecer dois elementos chave: a umidade atmosférica e a temperatura. É também a principal fonte de núcleos para a condensação da umidade do vapor em gotículas de nuvens. A umidade que evapora da superfície do oceano em centenas, e até milhares, de quilômetros do Pacífico aberto são transportados para a Califórnia de várias direções. Esse vapor de água contribui para o desenvolvimento do que é chamado de camada marinha perto da superfície do oceano.
Ao longo da costa, a corrente da Califórnia flui do noroeste, fria devido à sua origem no Pacífico Norte. Um resfriamento adicional ocorre devido à forte ressurgência ao longo da costa e perto de vários promontórios. As temperaturas da superfície do mar na costa ficam geralmente entre 11 e 14 °C durante todo o ano.
Quando a camada marinha encontra as águas mais frias ao longo da costa da Califórnia, ela esfria até o ponto de orvalho e, se pequenas partículas chamadas núcleos de condensação estiverem presentes, são formadas gotas de água líquida. Os núcleos de condensação no nevoeiro costeiro são compostos principalmente de sal, com quantidades menores de iodo de algas. Esses núcleos são tão eficazes que a condensação pode ocorrer mesmo antes do ponto de orvalho ser atingido.

### Diferença de temperatura entre a terra e o mar

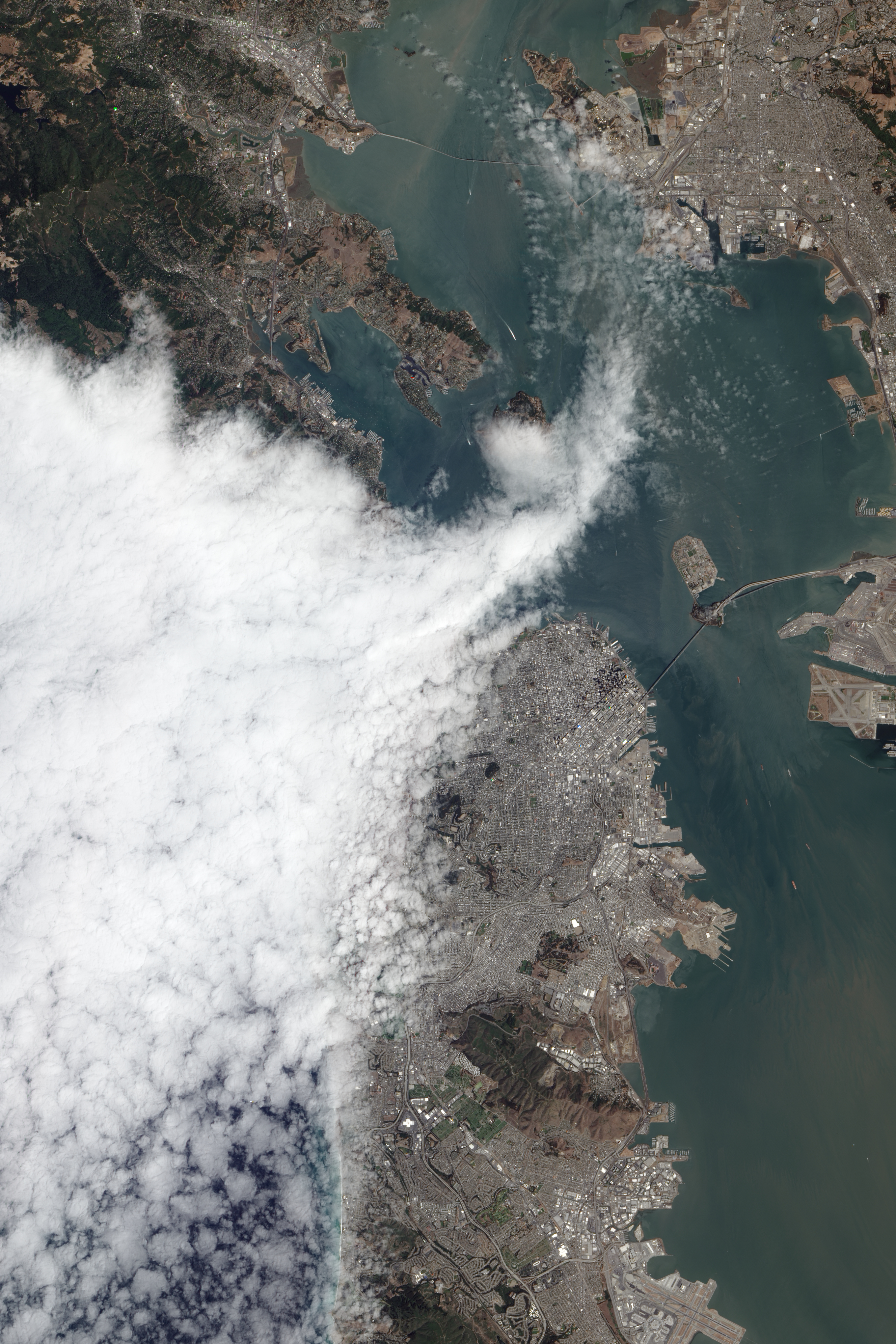
O nevoeiro entra na Baía de São Francisco através do Golden Gate, visto aqui em agosto de 2012

O vento predominante ao longo da costa da Califórnia sopra do noroeste, devido à localização do vento Pacífico Norte, uma grande área de alta pressão atmosférica. Como a costa é orientada na direção noroeste-sudeste, a camada marinha e quaisquer nuvens presentes nela ficam confinadas à costa e às águas costeiras adjacentes, e geralmente o são, exceto pela grande diferença de temperatura entre as águas costeiras e os vales interiores, especialmente o vale central californiano. No verão, as temperaturas no interior podem alcançar os 38 °C. Essa grande diferença cria um forte gradiente de pressão que faz com que o fluxo noroeste predominante siga para o oeste e sudoeste perto da costa, conduzindo a camada marinha e suas nuvens para a costa e através de lacunas nas cordilheiras costais da Califórnia .
A maior lacuna costeira é o estreito Golden Gate, na entrada da Baía de São Francisco, que também se comunica através da baía com o Estreito de Carquinez e o Vale Central. Como a cidade de São Francisco fica ao lado do Golden Gate, muitas vezes está sujeita ao nevoeiro e às nuvens baixas soprando da camada marinha. Mesmo quando as nuvens não estão presentes, o frescor da camada marinha exacerbada pelos fortes ventos pode resfriar a cidade mesmo no meio do verão.
Sob condições normais de verão, ocorre um padrão diário de neblina e nuvens baixas. O sol da manhã aquece o solo, que por sua vez aquece a camada marinha sobre as áreas terrestres. Isso cria uma turbulência convectiva dentro da camada marinha, bem como a evaporação de quaisquer nuvens dentro dela. A camada marinha volta para a costa, geralmente ao meio-dia. No meio da tarde, as áreas interiores já aqueceram o suficiente para diminuir a pressão do ar e aumentar o fluxo terrestre. No final da tarde, o vento aumenta e começa a esfriar a camada marinha na terra, permitindo que o nevoeiro e as nuvens baixas no mar avancem para o interior sem evaporar. A neblina flui sobre a baía e através das várias lacunas. A distância que as nuvens podem penetrar no interior depende da profundidade da camada marinha e da força dos ventos frios. À medida que a noite cai e as áreas do interior esfriam, os ventos geralmente diminuem, mas o nevoeiro e as nuvens permanecem onde quer que tenham soprado até a manhã seguinte, quando o ciclo se repete.

## Variações
Nem sempre é necessário um gradiente de temperatura e pressão terra-mar para conduzir a camada marinha e as nuvens baixas em terra até a área da baía. Os ventos à frente de uma frente fria que se aproxime ou um sistema de baixa pressão também podem empurrar a camada marinha para a terra.
Outra variação do padrão ocorre com os períodos de calor que atingem a costa do interior. Tais ondas de calor normalmente ocorrem quando uma área de alta pressão atmosférica se orienta de tal maneira que o gradiente do norte ao nordeste se torna dominante, levando a camada marinha para o mar ao sul e oeste da costa da Califórnia. Essas frentes quentes geralmente terminam com o que é chamado de ressurgência do sul, quando o gradiente do norte relaxa, permitindo que a camada marinha "retroceda" na costa.
Ainda outra variação ocorre quando o ar superior se torna turbulento. Turbulência acima da inversão da camada marinha pode, dependendo de sua gravidade, "quebrar" a camada marinha. As causas mais comuns dessa turbulência são as fortes áreas de baixa pressão de nível superior ou as monções que ocasionalmente se estendem para o noroeste a partir das áreas desérticas dos EUA.

Também existem períodos prolongados ocasionais quando o nevoeiro e o estrato ("nublado") não desaparecem por vários dias. Esses períodos prolongados de nebulosidade geralmente são uma consequência de uma área de baixa pressão acima da camada marinha, que aumenta sua profundidade, dificultando a evaporação do aquecimento da superfície pelas nuvens. 

## Aquecimento global
Segundo uma pesquisa publicada em 2010, a neblina de verão na Califórnia diminuiu 33% durante o século XX. O declínio do nevoeiro é geralmente atribuído ao aquecimento global e é preocupante para a ecologia local, por exemplo, as sequoias. A atribuição da redução do nevoeiro e do aquecimento global à oscilação decadal do Pacífico é geralmente rejeitada.

## Arte e cultura
Escritores, poetas e fotógrafos há muito se inspiram no nevoeiro, incluindo Herb Caen, August Kleinzahler e Arthur Ollman. Sam Green fez um filme sobre o nevoeiro de São Francisco para o museu Exploratorium, que estreou em 2013. No livro de 2015 de Kyle Boelte, The Beautiful Unseen: Variations on Fog and Forgetting, o nevoeiro de São Francisco se torna uma metáfora do sofrimento e das limitações da memória.

## Na cultura popular
Em 2010, uma pessoa anônima iniciou uma conta no Twitter para o nevoeiro de São Francisco, inspirada na falsa conta de relações públicas da BP criada após o vazamento de petróleo no Golfo do México naquele ano, e foi batizada de "Karl the Fog", em homenagem ao gigante incompreendido no filme Big Fish. Desde então, o nome passou a ser amplamente utilizado,